# یاسوکی هاشیموتو
یاسوکی هاشیموتو (ژاپنی: 橋本 靖記؛ زادهٔ ۱۲ مهٔ ۱۹۷۳) یک بازیکن فوتبال اهل ژاپن است.
از باشگاه‌هایی که در آن بازی کرده‌است می‌توان به باشگاه فوتبال اوراوا رد دیاموندز اشاره کرد.